# Ivanoe Lanzara
Ivanoe Lanzara (Nocera Inferiore, 12 agosto 1972) è un allenatore di calcio ed ex calciatore italiano, di ruolo difensore.

## Carriera
Ha totalizzato 125 presenze (e due reti) in Serie B con le maglie di Treviso e Mantova. Ha giocato anche in C1 con la squadra della sua città la Salernitana per poi essere ceduto all'Arezzo. Viene acquistato dal Venezia, per poi passare all'Union di Quinto.

## Palmarès

### Giocatore

#### Competizioni nazionali
- Campionato Primavera: 2

Torino: 1990-1991, 1991-1992
- Coppa Italia Serie C: 1

Albinoleffe: 2001-2002
- Campionato italiano Serie C1: 1

Treviso: 2002-2003
- Supercoppa di Lega di Serie C: 1

Treviso: 2003